# Nati nel 1975/Dicembre
| Questa pagina contiene informazioni ricavate automaticamente dalle voci biografiche con l'ausilio del template Bio e di un bot. L'aggiornamento è periodico e automatico e ricostruisce completamente la pagina. Se manca una persona in questa lista, sei pregato di non aggiungerla, ma accertati piuttosto che la sua voce biografica contenga il template Bio e che i dati anagrafici siano correttamente compilati. Se il template Bio manca, inseriscilo tu stesso o, in alternativa, metti l'avviso {{tmp\|Bio}} che ne segnala la mancanza. Se i dati riportati sono sbagliati, correggi direttamente la voce biografica; le modifiche saranno visibili in questa lista entro pochi giorni. Per chiarimenti vedi il progetto biografie. La lista contiene solo le 298 persone che sono citate nell'enciclopedia e per le quali è stato implementato correttamente il template Bio. Pagina aggiornata al 18 ago 2025. |

- 1º dicembre - Mariano Cohn e Gastón Duprat, regista e autore televisivo argentino
- 1º dicembre - Matt Fraction, fumettista statunitense
- 1º dicembre - David Hornsby, attore e sceneggiatore statunitense
- 1º dicembre - Sergey Lagodinsky, politico tedesco
- 1º dicembre - Jamie Lawson, cantante britannico
- 1º dicembre - Leonardo Olguín, allenatore di tennis e ex tennista argentino
- 1º dicembre - Masato Saito, ex calciatore giapponese
- 1º dicembre - Jarod Stevenson, ex cestista statunitense
- 1º dicembre - Khaldun al-Mubarak, politico, imprenditore e dirigente sportivo emiratino
- 2 dicembre - Babacar Cissé, ex cestista senegalese
- 2 dicembre - Mark McLaughlin, ex calciatore scozzese
- 3 dicembre - Salvatore Amitrano, ex canottiere italiano
- 3 dicembre - Misstress Barbara, disc jockey e musicista italiana
- 3 dicembre - Andrei Istrăţescu, scacchista rumeno
- 3 dicembre - Luciano Siqueira de Oliveira, ex calciatore brasiliano
- 3 dicembre - Nadine Neumann, ex nuotatrice australiana
- 3 dicembre - Pernille Vermund, politica e architetto danese
- 3 dicembre - Thomas Vonn, ex sciatore alpino statunitense
- 4 dicembre - Michael Appleton, allenatore di calcio e ex calciatore inglese
- 4 dicembre - Driss El Asmar, ex calciatore marocchino
- 4 dicembre - Igor Hinić, pallanuotista croato
- 4 dicembre - Naman Tarcha, giornalista e conduttore televisivo siriano
- 4 dicembre - Sébastien Tayac, ginnasta francese
- 4 dicembre - Peter Wennberg, allenatore di calcio svedese
- 5 dicembre - Felix Aboagye, ex calciatore ghanese
- 5 dicembre - Stéphane Barthe, ex ciclista su strada francese
- 5 dicembre - Cory Carr, ex cestista statunitense
- 5 dicembre - Peter Hyballa, allenatore di calcio tedesco
- 5 dicembre - Aleksander Knavs, ex calciatore sloveno
- 5 dicembre - Marco Loglisci, pallavolista italiano
- 5 dicembre - Sofi Marinova, cantante bulgara
- 5 dicembre - MacDonald Mukansi, ex calciatore sudafricano
- 5 dicembre - Ronnie O'Sullivan, giocatore di snooker inglese
- 5 dicembre - Paula Patton, attrice statunitense
- 5 dicembre - Tarō Sekiguchi, pilota motociclistico giapponese
- 5 dicembre - Leandro Temporini, calciatore argentino († 2016)
- 6 dicembre - Andrea Agnelli, imprenditore e dirigente sportivo italiano
- 6 dicembre - Nathan Baggaley, canoista australiano
- 6 dicembre - Einar Braut, ex calciatore norvegese
- 6 dicembre - Lars Burgsmüller, ex tennista tedesco
- 6 dicembre - Mark Campbell, ex giocatore di football americano statunitense
- 6 dicembre - Noel Clarke, attore, regista e sceneggiatore britannico
- 6 dicembre - Adrián García Arias, ex calciatore messicano
- 6 dicembre - Daniele Gasparini, compositore italiano
- 6 dicembre - Ashin, cantante, scrittore e compositore taiwanese
- 6 dicembre - Serhij Koridze, allenatore di calcio a 5, ex giocatore di calcio a 5 e ex calciatore ucraino
- 6 dicembre - Régis Le Bris, allenatore di calcio e ex calciatore francese
- 6 dicembre - Mia Love, politica statunitense († 2025)
- 6 dicembre - Sayaka Ōhara, doppiatrice giapponese
- 6 dicembre - Gonzalo Ortiz, ex cestista panamense
- 7 dicembre - Frankie J, cantante messicano
- 7 dicembre - Marco Borciani, pilota motociclistico e dirigente sportivo italiano
- 7 dicembre - Jamie Clapham, allenatore di calcio e ex calciatore inglese
- 7 dicembre - Riccardo Cocchi, ballerino italiano
- 7 dicembre - Mateus Lopes, ex calciatore capoverdiano
- 7 dicembre - William Pianu, allenatore di calcio e ex calciatore italiano
- 7 dicembre - Calvert White, politico e ex cestista americo-verginiano
- 7 dicembre - Yu Zhuocheng, ex tuffatore cinese
- 7 dicembre - Denise Zich, attrice tedesca
- 8 dicembre - Kevin Harvick, pilota automobilistico statunitense
- 8 dicembre - Kōstas Maglos, ex cestista greco
- 8 dicembre - Francis Makaya-Tschitenbo, ex calciatore congolese (Repubblica del Congo)
- 8 dicembre - Ivana Sajko, scrittrice, drammaturga e regista teatrale croata
- 8 dicembre - Ana Stanić, cantante e produttrice cinematografica serba
- 8 dicembre - Adeline Wuillème, schermitrice francese
- 9 dicembre - Alejandra Carbone, schermitrice argentina
- 9 dicembre - Ousmane Diop, ex calciatore senegalese
- 9 dicembre - Cameron Dollar, ex cestista e allenatore di pallacanestro statunitense
- 9 dicembre - Damhnait Doyle, cantautrice e conduttrice televisiva canadese
- 9 dicembre - Roger Mas, cantautore spagnolo
- 9 dicembre - Olivier Milloud, ex rugbista a 15 francese
- 9 dicembre - Dino Morea, attore e modello indiano
- 9 dicembre - Patricio Pron, scrittore e critico letterario argentino
- 9 dicembre - David Paez Picon, ex hockeista su pista argentino
- 9 dicembre - Jésus Sinisterra, ex calciatore colombiano
- 9 dicembre - Ondřej Sosenka, ex ciclista su strada e pistard ceco
- 10 dicembre - Paolo Baldini, bassista e produttore discografico italiano
- 10 dicembre - Emmanuelle Chriqui, attrice canadese
- 10 dicembre - Stephen Huss, allenatore di tennis e ex tennista australiano
- 10 dicembre - Gilbert Ndahayo, regista ruandese
- 10 dicembre - Eija Salonen, ex biatleta finlandese
- 10 dicembre - Josip Skoko, ex calciatore australiano
- 10 dicembre - António Tavares, ex cestista portoghese
- 10 dicembre - Iñaki Urlezaga, ballerino, direttore artistico e coreografo argentino
- 11 dicembre - Tom Beim, rugbista a 15 inglese
- 11 dicembre - Max Brigante, disc jockey e conduttore radiofonico italiano
- 11 dicembre - Sergej Čikalkin, ex cestista russo
- 11 dicembre - Giovanni Di Iacovo, scrittore e politico italiano
- 11 dicembre - Katherine Grainger, canottiera britannica
- 11 dicembre - Vonnie Holliday, ex giocatore di football americano statunitense
- 11 dicembre - Daouda Karaboué, pallamanista francese
- 11 dicembre - Samantha Maloney, batterista e compositrice statunitense
- 11 dicembre - Terry Matalas, sceneggiatore, produttore televisivo e regista statunitense
- 11 dicembre - Sérgio Ramos, ex cestista portoghese
- 11 dicembre - Francisco Rubio, astronauta statunitense
- 11 dicembre - Matthew Turner, scacchista scozzese
- 11 dicembre - Luca Vuerich, alpinista e fotografo italiano († 2010)
- 12 dicembre - Mayim Bialik, attrice e regista statunitense
- 12 dicembre - Antonio Buscè, allenatore di calcio e ex calciatore italiano
- 12 dicembre - Daniel García Gutiérrez, ex cestista spagnolo
- 12 dicembre - Hōko Kuwashima, doppiatrice e cantante giapponese
- 12 dicembre - Jörg Lütcke, ex cestista tedesco
- 12 dicembre - Craig Moore, ex calciatore australiano
- 12 dicembre - Lucia Morico, judoka italiana
- 12 dicembre - Raheem Shah, cantante pakistano
- 12 dicembre - Paolo Ricca, attore italiano
- 12 dicembre - Juan José Salvador, pallavolista spagnolo
- 12 dicembre - Norbert Walter, pallavolista tedesco
- 13 dicembre - Bates Battaglia, ex hockeista su ghiaccio statunitense
- 13 dicembre - Michael Baumgartner, politico statunitense
- 13 dicembre - Nicolas Beaudan, ex schermidore francese
- 13 dicembre - C.J. Bruton, ex cestista e allenatore di pallacanestro statunitense
- 13 dicembre - Adrian Chivu, scrittore rumeno
- 13 dicembre - Frédéric Collignon, sportivo belga
- 13 dicembre - Tom DeLonge, cantante e chitarrista statunitense
- 13 dicembre - Javi Venta, ex calciatore spagnolo
- 13 dicembre - James Kyson Lee, attore statunitense
- 13 dicembre - Bahar Mert, ex pallavolista turca
- 13 dicembre - Félix Sánchez Bas, allenatore di calcio spagnolo
- 13 dicembre - Magdalena Wrobel, supermodella polacca
- 14 dicembre - Daniela Aiuto, politica italiana
- 14 dicembre - Rolando Álvarez, ex calciatore venezuelano
- 14 dicembre - Luciano Cadeddu, politico italiano
- 14 dicembre - James Cotton, ex cestista statunitense
- 14 dicembre - Tamecka Dixon, ex cestista statunitense
- 14 dicembre - Justin Furstenfeld, cantante e chitarrista statunitense
- 14 dicembre - Ben Kay, ex rugbista a 15 britannico
- 14 dicembre - Jorge Pinto da Silva, allenatore di calcio e ex calciatore portoghese
- 14 dicembre - Klebér Saarenpää, allenatore di calcio e ex calciatore svedese
- 14 dicembre - Andrés Scotti, ex calciatore e dirigente sportivo uruguaiano
- 14 dicembre - KaDee Strickland, attrice statunitense
- 14 dicembre - Rafael Trujillo, velista spagnolo
- 15 dicembre - Cosmin Contra, allenatore di calcio e ex calciatore rumeno
- 15 dicembre - Franck Doté, ex calciatore togolese
- 15 dicembre - Kader Fall, ex cestista senegalese
- 15 dicembre - Javier Guisande, allenatore di calcio a 5 e ex giocatore di calcio a 5 argentino
- 15 dicembre - David Harrison, ex cestista e allenatore di pallacanestro statunitense
- 15 dicembre - Martin Hawie, regista e sceneggiatore peruviano
- 15 dicembre - Haruna Ikezawa, attrice, doppiatrice e cantante giapponese
- 15 dicembre - Franz Ponweiser, allenatore di calcio e ex calciatore austriaco
- 15 dicembre - Jassim Swadi, ex calciatore iracheno
- 16 dicembre - Camille Ammoun, scrittore libanese
- 16 dicembre - Valentin Bădoi, allenatore di calcio e ex calciatore rumeno
- 16 dicembre - Yacouba Bamba, ex calciatore ivoriano
- 16 dicembre - Cristina Bargero, politica italiana
- 16 dicembre - Zoltán Bükszegi, ex calciatore ungherese
- 16 dicembre - Karim Capuano, attore e personaggio televisivo italiano
- 16 dicembre - Kaba Diawara, allenatore di calcio e ex calciatore francese
- 16 dicembre - Allen Edwards, allenatore di pallacanestro e ex cestista statunitense
- 16 dicembre - Narantungalag Jadambaa, artista marziale misto e kickboxer mongolo
- 16 dicembre - Frédérique Jossinet, judoka francese
- 16 dicembre - Manuela Maletta, attrice italiana
- 16 dicembre - Gisella Marengo, attrice e produttrice cinematografica italiana
- 16 dicembre - Anderson Vasconcelos Pellegrini, allenatore di calcio a 5 e ex giocatore di calcio a 5 brasiliano
- 16 dicembre - Jonathan Scarfe, attore canadese
- 16 dicembre - Ólafur Stígsson, ex calciatore islandese
- 17 dicembre - Ivo Afonso, ex calciatore portoghese
- 17 dicembre - Mayuko Aoki, attrice e doppiatrice giapponese
- 17 dicembre - Félix Bolaños, politico spagnolo
- 17 dicembre - Oktay Derelioğlu, ex calciatore turco
- 17 dicembre - Eugene, ex wrestler statunitense
- 17 dicembre - André Heller, ex pallavolista brasiliano
- 17 dicembre - Susanthika Jayasinghe, ex velocista singalese
- 17 dicembre - Milla Jovovich, supermodella e attrice sovietica
- 17 dicembre - Novell Thomas, ex cestista e allenatore di pallacanestro canadese
- 17 dicembre - Steve Zissis, attore e sceneggiatore statunitense
- 18 dicembre - Michael Barry, ex ciclista su strada canadese
- 18 dicembre - Luca Bassanese, cantautore italiano
- 18 dicembre - Mara Carfagna, politica, ex modella e showgirl italiana
- 18 dicembre - Travis Conlan, ex cestista e dirigente sportivo statunitense
- 18 dicembre - Daniel Florea, ex calciatore rumeno
- 18 dicembre - Angelo Galante, ex arbitro di calcio a 5 italiano
- 18 dicembre - Maximiliano Gómez Torres, cestista panamense († 2017)
- 18 dicembre - Sebastian Hahn, allenatore di calcio e ex calciatore tedesco
- 18 dicembre - Cyril Jeunechamp, allenatore di calcio e ex calciatore francese
- 18 dicembre - Kirsten van der Kolk, canottiera olandese
- 18 dicembre - Nicolás Saavedra, attore cileno
- 18 dicembre - Ľubica Schultze, ex cestista slovacca
- 18 dicembre - Sia, cantautrice australiana
- 18 dicembre - Trish Stratus, wrestler e ex modella canadese
- 18 dicembre - Rubén Velásquez, ex calciatore colombiano
- 19 dicembre - Matteo Beltrami, direttore d'orchestra italiano
- 19 dicembre - Nacho Biota, ex cestista spagnolo
- 19 dicembre - Ian Ciantar, ex calciatore maltese
- 19 dicembre - Claire Cox, attrice inglese
- 19 dicembre - Fabio Di Sauro, ex calciatore italiano
- 19 dicembre - Don Elgin, atleta paralimpico australiano
- 19 dicembre - Kristin Folkl, ex cestista e ex pallavolista statunitense
- 19 dicembre - Sohee Park, attore giapponese
- 19 dicembre - Brandon Sanderson, scrittore statunitense
- 19 dicembre - Winarni Binti Slamet, ex sollevatrice indonesiana
- 19 dicembre - Jeremy Soule, compositore statunitense
- 19 dicembre - Olivier Tébily, ex calciatore ivoriano
- 19 dicembre - Gustavo de la Parra, ex calciatore spagnolo
- 20 dicembre - Bartosz Bosacki, ex calciatore polacco
- 20 dicembre - Derrick Dial, ex cestista statunitense
- 20 dicembre - Pavlina Filipova, biatleta e fondista bulgara
- 20 dicembre - Iulian Claudiu Manda, politico rumeno
- 20 dicembre - Borislav Mikić, ex calciatore bosniaco
- 20 dicembre - Alberto Nocerino, allenatore di calcio e ex calciatore italiano
- 21 dicembre - Abu Al-Hail, ex calciatore iracheno
- 21 dicembre - Paloma Herrera, ballerina argentina
- 21 dicembre - Ricard Imbernon, allenatore di calcio e ex calciatore andorrano
- 21 dicembre - Issa Kassim, ex calciatore keniota
- 21 dicembre - Charles Michel, politico belga
- 21 dicembre - Romain Puértolas, scrittore francese
- 21 dicembre - Gergely Tapolczai, politico ungherese
- 21 dicembre - Stefan Ulm, canoista tedesco
- 22 dicembre - Marvin Andrews, ex calciatore trinidadiano
- 22 dicembre - Sergei Aschwanden, judoka svizzero
- 22 dicembre - Alexandr Bondarev, ex giocatore di calcio a 5 kazako
- 22 dicembre - Dmitrij Chochlov, allenatore di calcio e ex calciatore russo
- 22 dicembre - Omar Dorsey, attore statunitense
- 22 dicembre - Pavel Doŭhal', ex pentatleta bielorusso
- 22 dicembre - Manu Payet, attore, regista e comico francese
- 22 dicembre - Christian Giagnoni, paraciclista e ex hockeista su pista italiano
- 22 dicembre - Hiromi Ikeda, ex calciatrice giapponese
- 22 dicembre - Martin Lipčák, ex calciatore slovacco
- 22 dicembre - Marcin Mięciel, ex calciatore polacco
- 22 dicembre - Amy Wadge, cantautrice britannica
- 22 dicembre - Takuya Ōnishi, astronauta giapponese
- 23 dicembre - Robert Bartko, ex pistard e ciclista su strada tedesco
- 23 dicembre - Cindy Blodgett, ex cestista e allenatrice di pallacanestro statunitense
- 23 dicembre - Yasmin Levy, cantante e cantautrice israeliana
- 23 dicembre - Roger Olmos, illustratore spagnolo
- 23 dicembre - Lady Starlight, cantante e disc jockey statunitense
- 23 dicembre - Antonio Tavares, allenatore di calcio e ex calciatore mauritano
- 23 dicembre - Billy Thomas, ex cestista statunitense
- 23 dicembre - Zenaida Yanowsky, ballerina spagnola
- 23 dicembre - Mario Čižmek, ex calciatore croato
- 23 dicembre - Ali ibn al-Husayn, giordano
- 24 dicembre - Anthony Barbagallo, politico italiano
- 24 dicembre - Daniela Colaiacomo, schermitrice italiana
- 24 dicembre - Francesca Martinez, attrice, ex modella e conduttrice televisiva italiana
- 24 dicembre - Ali Wahaib Shnaiyn, ex calciatore iracheno
- 24 dicembre - Ville Tiisanoja, ex pesista finlandese
- 24 dicembre - Natalie Ward, giocatrice di softball australiana
- 24 dicembre - Marija Zacharova, politica, funzionaria e giornalista russa
- 25 dicembre - Davide Carrera, apneista italiano
- 25 dicembre - Choi Sung-yong, ex calciatore sudcoreano
- 25 dicembre - Carlos Alberto Espínola, ex calciatore paraguaiano
- 25 dicembre - Mickaël Marsiglia, ex calciatore francese
- 25 dicembre - Pardis Sabeti, biologa, genetista e medico iraniana
- 26 dicembre - Hunter Carson, attore, sceneggiatore e produttore cinematografico statunitense
- 26 dicembre - Gideon Defoe, scrittore britannico
- 26 dicembre - Arnaud Léonard, attore, cantante e doppiatore belga
- 26 dicembre - Giancarlo Pedote, velista italiano
- 26 dicembre - Pablo Puyol, attore, cantante e ballerino spagnolo
- 26 dicembre - Marcelo Ríos, ex tennista cileno
- 26 dicembre - Diego Sánchez Mordós, cestista spagnolo
- 26 dicembre - Matteo Soragna, ex cestista e telecronista sportivo italiano
- 26 dicembre - Ed Stafford, esploratore e personaggio televisivo britannico
- 26 dicembre - María Vasco, marciatrice spagnola
- 26 dicembre - Diederik van Rooijen, regista olandese
- 27 dicembre - Dillon Boucher, ex cestista neozelandese
- 27 dicembre - Carlos Carneiro, dirigente sportivo e ex calciatore portoghese
- 27 dicembre - Aigars Fadejevs, marciatore e maratoneta lettone († 2024)
- 27 dicembre - Tchiressoua Guel, ex calciatore ivoriano
- 27 dicembre - Tiffani Johnson, ex cestista statunitense
- 27 dicembre - Alessandro Mario, attore italiano
- 27 dicembre - Martin Nash, allenatore di calcio e ex calciatore canadese
- 27 dicembre - Heather O'Rourke, attrice statunitense († 1988)
- 27 dicembre - Patrick Paauwe, ex calciatore olandese
- 27 dicembre - Kjartan Sturluson, ex calciatore islandese
- 27 dicembre - Sara Wedlund, mezzofondista svedese († 2021)
- 28 dicembre - Aaron Augenblick, animatore, regista e produttore televisivo statunitense
- 28 dicembre - Juan José Bernabé, ex cestista spagnolo
- 28 dicembre - Lenka Dusilová, cantante ceca
- 28 dicembre - Ruth Moody, cantautrice e polistrumentista canadese
- 28 dicembre - Alberto Nones, pianista, saggista e docente italiano
- 28 dicembre - Fredrik Winsnes, ex calciatore norvegese
- 29 dicembre - Cosmas Banda, ex calciatore zambiano
- 29 dicembre - Patrick Bettoni, allenatore di calcio e ex calciatore svizzero
- 29 dicembre - Corina Grünenfelder, ex sciatrice alpina svizzera
- 29 dicembre - Albert van der Haar, allenatore di calcio e calciatore olandese
- 29 dicembre - Shawn Hatosy, attore statunitense
- 29 dicembre - Márcio da Silva Dornelles, ex cestista brasiliano
- 29 dicembre - Jana Stejskalová, ex cestista ceca
- 29 dicembre - Shinji Ōtsuka, allenatore di calcio e ex calciatore giapponese
- 30 dicembre - Martin Bauer, pilota motociclistico austriaco
- 30 dicembre - Paulo Benedito Bonifácio Maximiano, ex calciatore brasiliano
- 30 dicembre - Scott Chipperfield, allenatore di calcio e ex calciatore australiano
- 30 dicembre - Matthias Höpfner, bobbista tedesco
- 30 dicembre - Conny Karlsson, ex pesista finlandese
- 30 dicembre - Tory Kittles, attore statunitense
- 30 dicembre - Fabio Lenzi, pilota motociclistico italiano
- 30 dicembre - Manel Loureiro, scrittore spagnolo
- 30 dicembre - Kyrylo Pospjejev, ex ciclista su strada e dirigente sportivo ucraino
- 30 dicembre - Tiger Woods, golfista statunitense
- 31 dicembre - Sendoa Agirre, allenatore di calcio e ex calciatore spagnolo
- 31 dicembre - Mery Andrade, ex cestista e allenatrice di pallacanestro portoghese
- 31 dicembre - Daniel Fontana, triatleta argentino
- 31 dicembre - Andrea Hohl, ex cestista rumena
- 31 dicembre - Toni Kuivasto, ex calciatore finlandese
- 31 dicembre - Rob Penders, ex calciatore olandese
- 31 dicembre - Martin Pistorius, designer sudafricano
- 31 dicembre - Diana Sacayán, attivista argentina († 2015)
- 31 dicembre - Mikko Sirén, batterista finlandese